# Fridhelm Marx
Fridhelm Alois Marx (* 1. September 1945, St. Wendel; † 20. August 2021 in Alfter) war ein deutscher Verwaltungsbeamter, der das moderne deutsche Vergaberecht wesentlich geprägt und mitgestaltet hat.

## Leben und Werk
Nach dem Studium der Rechtswissenschaften in Freiburg im Breisgau, Lausanne und Münster sowie der Promotion zu „Funktion und Grenzen der Rechtsangleichung nach Artikel 100 EWGV“ trat Marx 1974 in des Bundesministerium für Wirtschaft (BMWi) ein. Dort war er zunächst in der Grundsatz- und Europaabteilung tätig. Von 1979 bis 1984 war er im Bundeskanzleramt tätig, bevor er ins BMWi zurückkehrte. Als Leiter der Arbeitsgruppe zur Versorgung der russischen Armee (1990–1994) befasste er sich erstmals mit Fragen der Vergabe öffentlicher Beschaffungsaufträge und wurde nach seiner Rückkehr ins BMWi Leiter des Referats Öffentliches Auftragswesen, internationales und nationales Vergaberecht im BMWi. Von 2000 bis 2009 war er Unterabteilungsleiter in der Abteilung Wettbewerbspolitik. Nach seinem Ausscheiden aus dem BMWi war er bis 2015 anwaltlich als Off Counsel im Berliner Büro der internationalen Sozietät Freshfields Bruckhaus Deringer im Bereich Vergaberecht tätig.
Marx war in den 1990er-Jahren die treibende Kraft hinter der wegweisenden Reform des deutschen Vergaberechts und seiner Anpassung an die Vorgaben der europäischen Vergaberichtlinien. Unter seiner Führung kam es zu einer Abwendung von der traditionellen deutschen Vorstellung, dass die Vergabe öffentlicher Aufträge nur Haushaltsrecht – also Innenrecht des Staates – sei und damit nicht justiziabel. Dies führte zur Einführung eines neuen 4. Teils des GWB (sog. GWB-Vergaberecht) zum 1. Januar 1999, mit dem Bietern in Verfahren zur Vergabe öffentlicher Beschaffungsverträge zum ersten Mal subjektive Rechte eingeräumt wurden. Seither gibt es ein zweistufiges Rechtsschutzverfahren vor den Vergabekammern des Bundes und der Länder und den Vergabesenaten der Oberlandesgerichte und des XIII. Zivilsenats des BGH, der in Vergabesachen entscheidet.
Marx war langjähriges Mitglied des Vorstands des forum vergabe.

## Veröffentlichungen
Marx verfasste eine Vielzahl von Aufsätzen, Kommentierungen und Einzelpublikationen zum Vergaberecht.